# Museo architettonico all'aperto di Edo-Tokyo

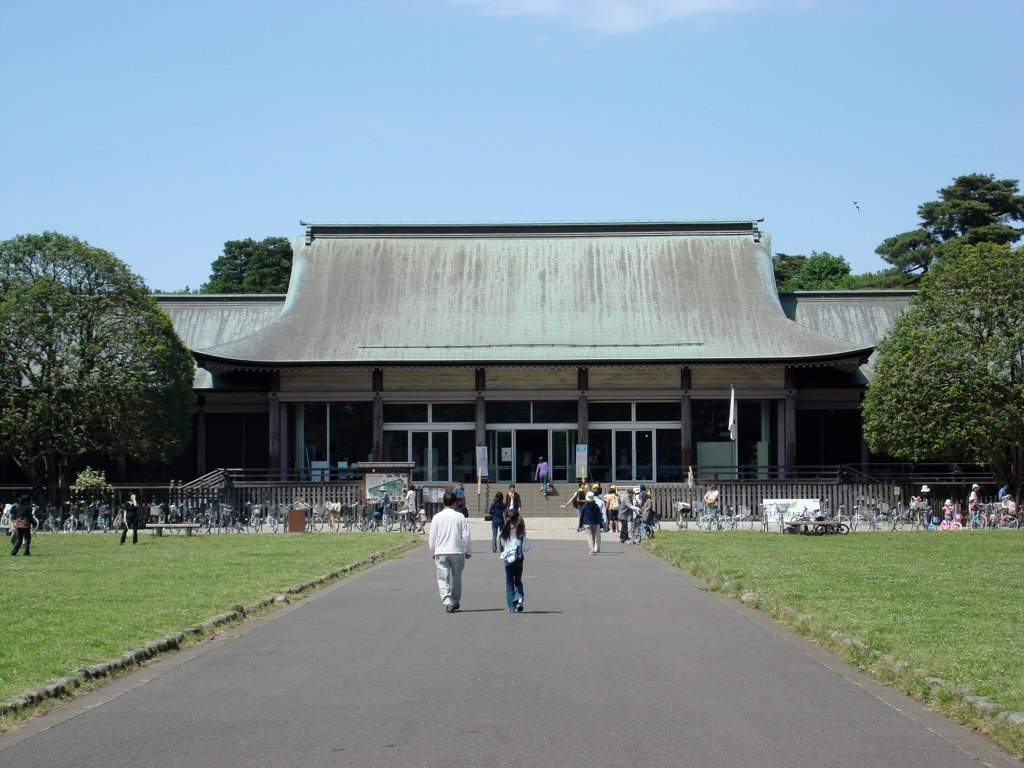
Entrata principale del Museo architettonico all'aperto di Edo-Tokyo.

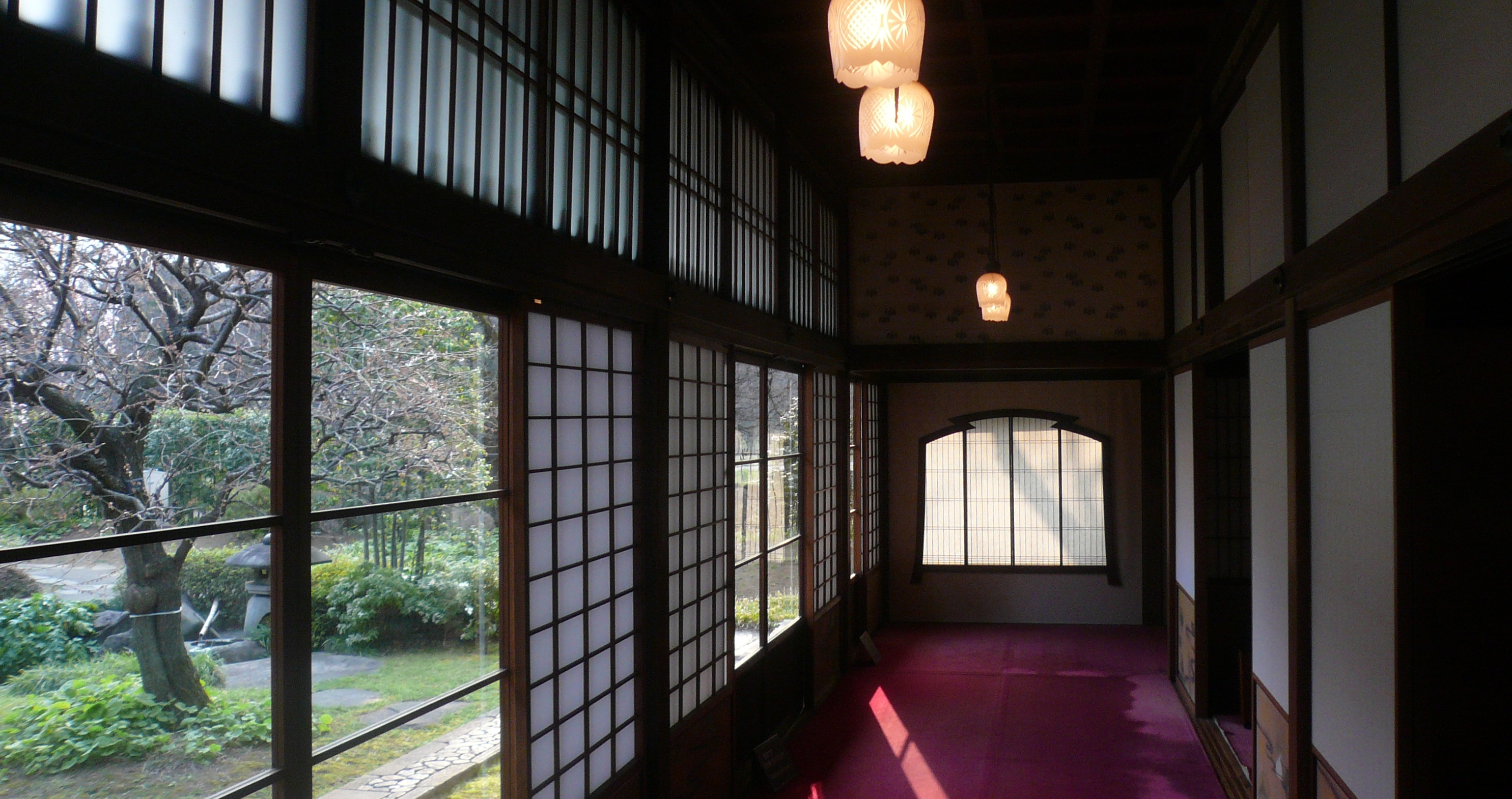
Dentro la residenza di Takahashi Korekiyo, uno dei molti edifici nel museo.

Il Museo architettonico all'aperto di Edo-Tokyo (江戸東京たてもの園?, Edo Tōkyō Tatemono En, lett. "Giardino degli edifici di Edo Tokyo") nel Parco di Koganei, Tokyo, Giappone, è un museo di edifici storici giapponesi.
Il parco include molti edifici dall'esperienza giapponese della classe media comune alle case di individui ricchi e potenti come l'ex Primo ministro Takahashi Korekiyo, fuori all'aperto in un parco.
Il museo consente ai visitatori di entrare ed esplorare un'ampia varietà di edifici di diversi stili, periodi e scopi, dalle case delle classi alte ai negozi prebellici, i bagni pubblici (sentō) e gli edifici in stile occidentale del periodo Meiji, che normalmente sarebbero inaccessibili ai turisti o altri visitatori casuali, o che non si possono trovare a Tokyo.
L'acclamato animatore Hayao Miyazaki visitò spesso questo luogo durante la creazione del suo film, La città incantata, per ispirazione.